# Giải quần vợt Wimbledon 2017 - Đôi nam xe lăn
Alfie Hewett và Gordon Reid là đương kim vô địch và bảo vệ thành công danh hiệu của họ, đánh bại Stéphane Houdet và Nicolas Peifer ở chung kết, 6-7(5-7), 7-5, 7-6(7-3).

## Hạt giống
1. Stéphane Houdet /  Nicolas Peifer (Chung kết)
2. Alfie Hewett /  Gordon Reid (Vô địch)

## Kết quả

### Từ viết tắt
| - Q = Vòng loại - WC = Đặc cách - LL = Thua cuộc may mắn - Alt = Thay thế - SE = Miễn đặc biệt | - PR = Bảo toàn thứ hạng - w/o = Thắng nhờ đối thủ rút lui trước trận đấu - r = Bỏ cuộc giữa trận đấu - d = Bị xử thua - SR = Xếp hạng đặc biệt |

### Chung kết
|  | Bán kết | Bán kết                          | Bán kết | Bán kết                  | Bán kết |   |                                | Chung kết | Chung kết | Chung kết | Chung kết | Chung kết |  |
|  |         |                                  |         |                          |         |   |                                |           |           |           |           |           |  |
|  | 1       | Stéphane Houdet Nicolas Peifer   | 6       | 2                        | 6       |   |                                |           |           |           |           |           |  |
|  | 1       | Stéphane Houdet Nicolas Peifer   | 6       | 2                        | 6       |   |                                |           |           |           |           |           |  |
|  |         | Stefan Olsson Maikel Scheffers   | 4       | 6                        | 2       |   |                                |           |           |           |           |           |  |
|  |         | Stefan Olsson Maikel Scheffers   | 4       | 6                        | 2       | 1 | Stéphane Houdet Nicolas Peifer | 7         | 5         | 63        |           |           |  |
|  |         |                                  |         |                          |         | 1 | Stéphane Houdet Nicolas Peifer | 7         | 5         | 63        |           |           |  |
|  |         |                                  | 2       | Alfie Hewett Gordon Reid | 65      | 7 | 7                              |           |           |           |           |           |  |
|  |         | Gustavo Fernández Shingo Kunieda | 2       | Alfie Hewett Gordon Reid | 65      | 7 | 7                              | 4         | 6         | 2         |           |           |  |
|  |         |                                  |         |                          |         |   |                                | 4         | 6         | 2         |           |           |  |
|  | 2       | Alfie Hewett Gordon Reid         | 6       | 4                        | 6       |   |                                |           |           |           |           |           |  |